# Injil (distrikt)
Injil är ett distrikt i Afghanistan. Det ligger i provinsen Herat, i den västra delen av landet, 600 kilometer väster om huvudstaden Kabul. Administrativ huvudort är Injil.
Distriktet beräknades år 2022 ha cirka 286 000 invånare.